# Коту Вамеш (Њамц)
Коту Вамеш (рум. Cotu Vameș) насеље је у Румунији у округу Њамц у општини Хорија. Oпштина се налази на надморској висини од 184 m.

## Становништво
Према подацима из 2002. године у насељу је живело 3289 становника, од којих су сви румунске националности.